# 小松ほなみ
小松ほなみ（こまつ ほなみ、1990年3月1日 - ）は、日本のグラビアアイドル。

## 人物
埼玉県出身。
マークスジャパンに所属していた。趣味は食べること、ピアノ。特技は体が柔らかいこと。

### 略歴
『ほなみの全て 小松ほなみ』でデビュー。

## 作品

### イメージビデオ
- 『ほなみの全て 小松ほなみ』（2009年3月25日、AirControl）